# Chaetophiloscia attica
Chaetophiloscia attica là một loài chân đều trong họ Philosciidae. Loài này được Verhoeff miêu tả khoa học năm 1901.